# Scaphiella bryantae
Scaphiella bryantae är en spindelart som beskrevs av Margareta Dumitrescu och C.Constantin Georgescu 1983. Scaphiella bryantae ingår i släktet Scaphiella och familjen dansspindlar.
Artens utbredningsområde är Kuba. Inga underarter finns listade i Catalogue of Life.